# مرتضی خیرآبادی
مرتضی خیرآبادی (زادهٔ ۱۳۴۲ در تهران) نمایندهٔ حوزهٔ انتخابیهٔ سبزوار در دورهٔ ششم مجلس شورای اسلامی بوده‌است.
خیرآبادی دکترای داروسازی دارد و مدیرعامل شرکت داروسازی هما فارمد در ایران است.
خیرآبادی در انتخابات دورهٔ دهم مجلس شورای اسلامی از حوزهٔ انتخابیهٔ تهران ثبت‌نام کرد ولی رد صلاحیت شد.
با شروع همه‌گیری کورونا در ایران، خیرآبادی در اسفند ۱۳۹۸ یک دستگاه ونتیلاتور به بیمارستان واسعی سبزوار اهدا کرد.